# أولاد مسعود (افريجة)
أولاد مسعود هو دُوَّار يقع بجماعة افريجة، إقليم تارودانت، جهة سوس ماسة في المملكة المغربية. ينتمي الدوّار لمشيخة افريجة التي تضم 17 دوار. يقدر عدد سكانه بـ 729 نسمة حسب الإحصاء الرسمي للسكان والسكنى لسنة 2004.

## روابط خارجية
- البوابة الوطنية للجماعات الترابية
- المندوبية السامية للتخطيط